# Arrondissement de Nordhausen
L'arrondissement de Nordhausen est un arrondissement (Landkreis en allemand) de Thuringe (Allemagne).
Son chef-lieu est Nordhausen.

## Villes, communes & communautés d'administration
(nombre d'habitants en 2013)
| Villes ¹ Mitgliedsgemeinde einer Verwaltungsgemeinschaft ² erfüllende Gemeinde für 8 weitere Gemeinden 1. Bleicherode ² (6 315) 2. Ellrich (5 516) 3. Heringen-sur-Helme ¹ (4 936) 4. Nordhausen (Große kreisangehörige Stadt) (41 839) Communes ³ erfüllende Gemeinde ist die Stadt Bleicherode 1. Etzelsrode ³ (96) 2. Friedrichsthal ³ (219) 3. Görsbach (1 034) 4. Hohenstein (2 311) 5. Kehmstedt ³ (480) 6. Kleinbodungen ³ (369) 7. Kraja ³ (295) 8. Lipprechterode ³ (520) 9. Niedergebra ³ (691) 10. Sollstedt (3 018) 11. Urbach (908) 12. Werther (3 280) | Verwaltungsgemeinschaften 1. Verwaltungsgemeinschaft Hainleite (5 605) 1. Großlohra (927) 2. Hainrode (351) 3. Kleinfurra (1 121) 4. Nohra (871) 5. Wipperdorf (1 369) 6. Wolkramshausen (966) 2. Verwaltungsgemeinschaft Hohnstein/Südharz (7 948) 1. Buchholz (222) 2. Harztor, Landgemeinde (6 050) 3. Harzungen (211) 4. Herrmannsacker (365) 5. Neustadt/Harz (1 100) |

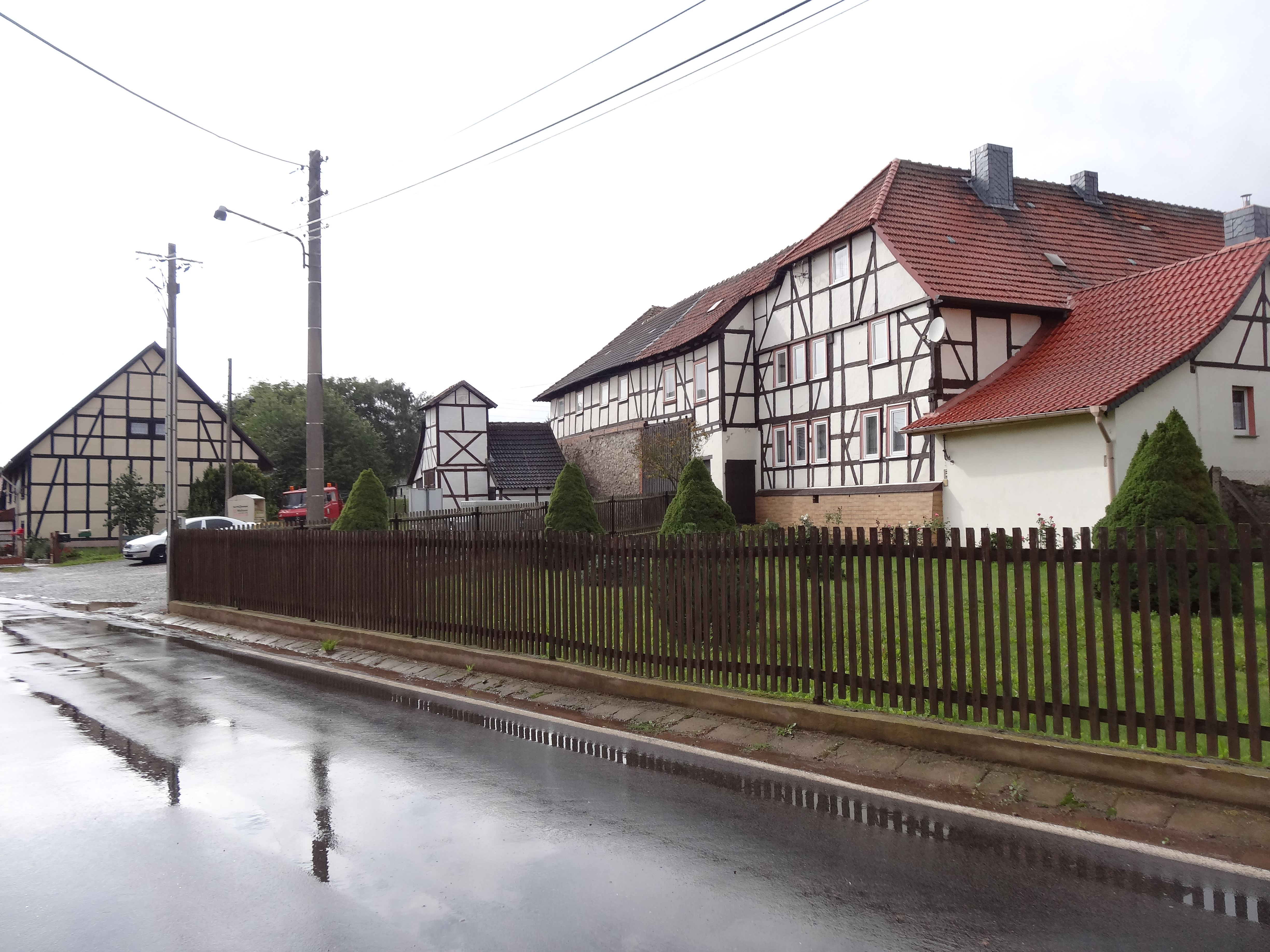
Rue principale de Werther.
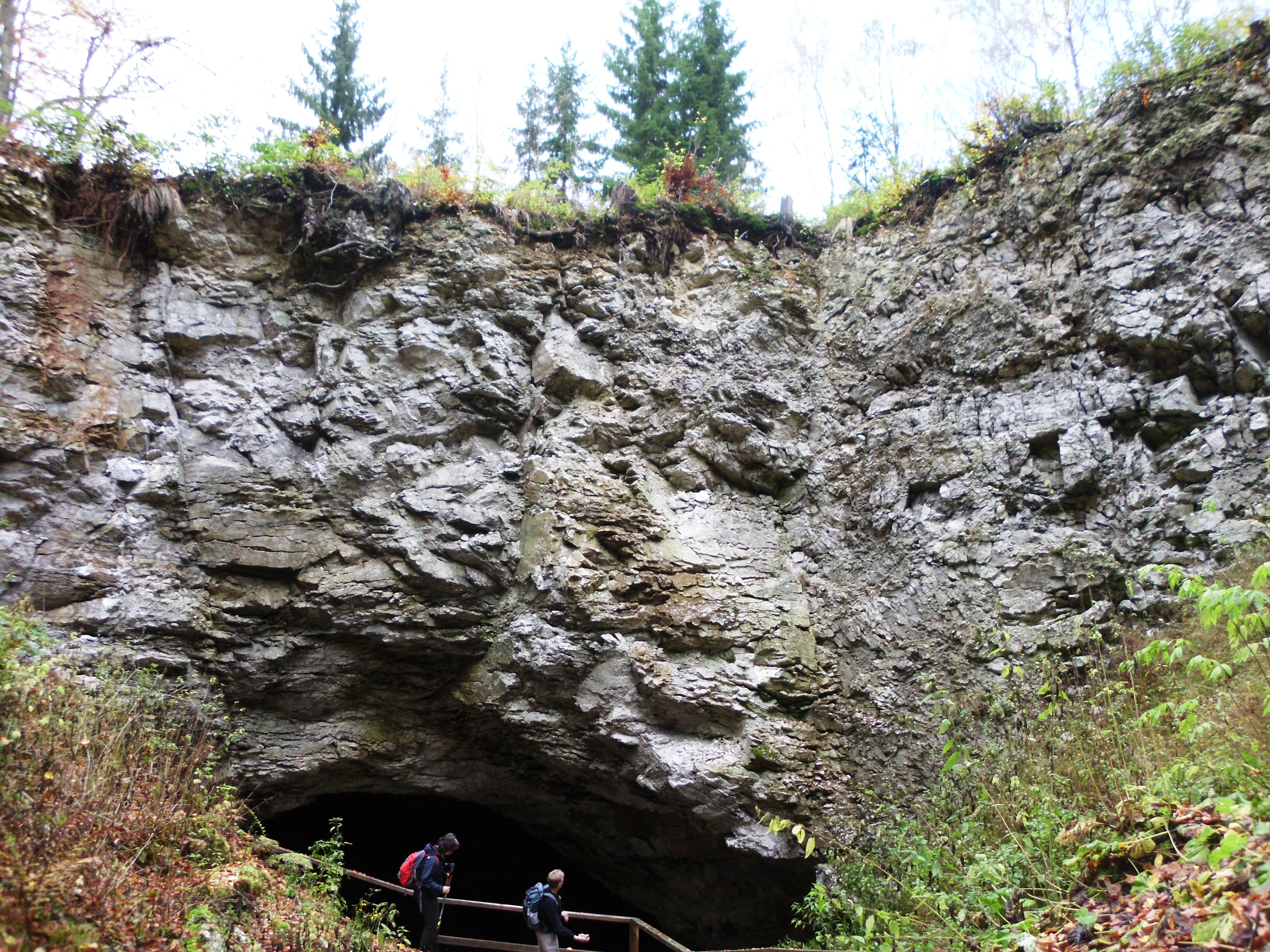
Grotte Kelle, à Appenrode.
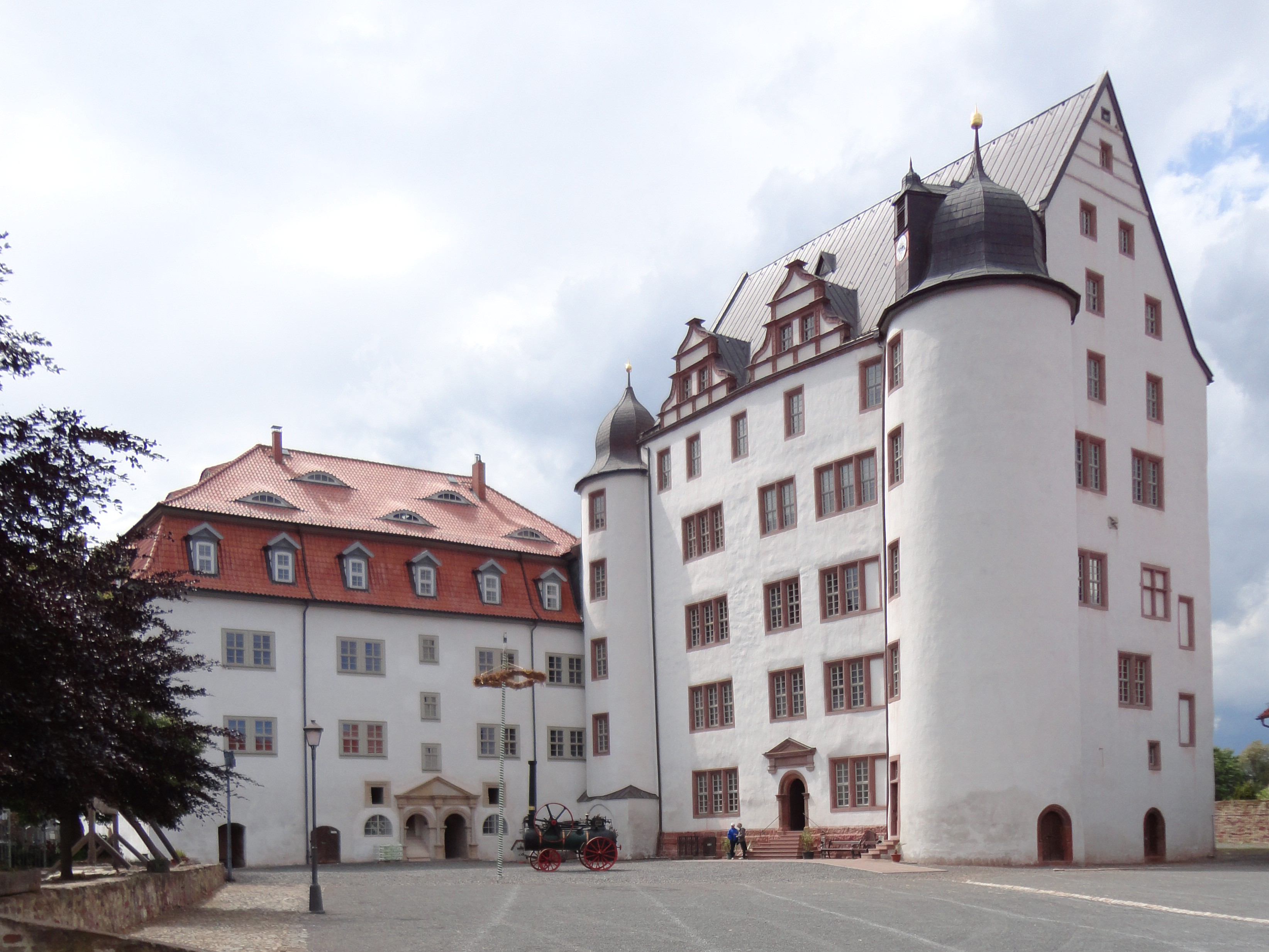
Château de Heringen-sur-Helme.
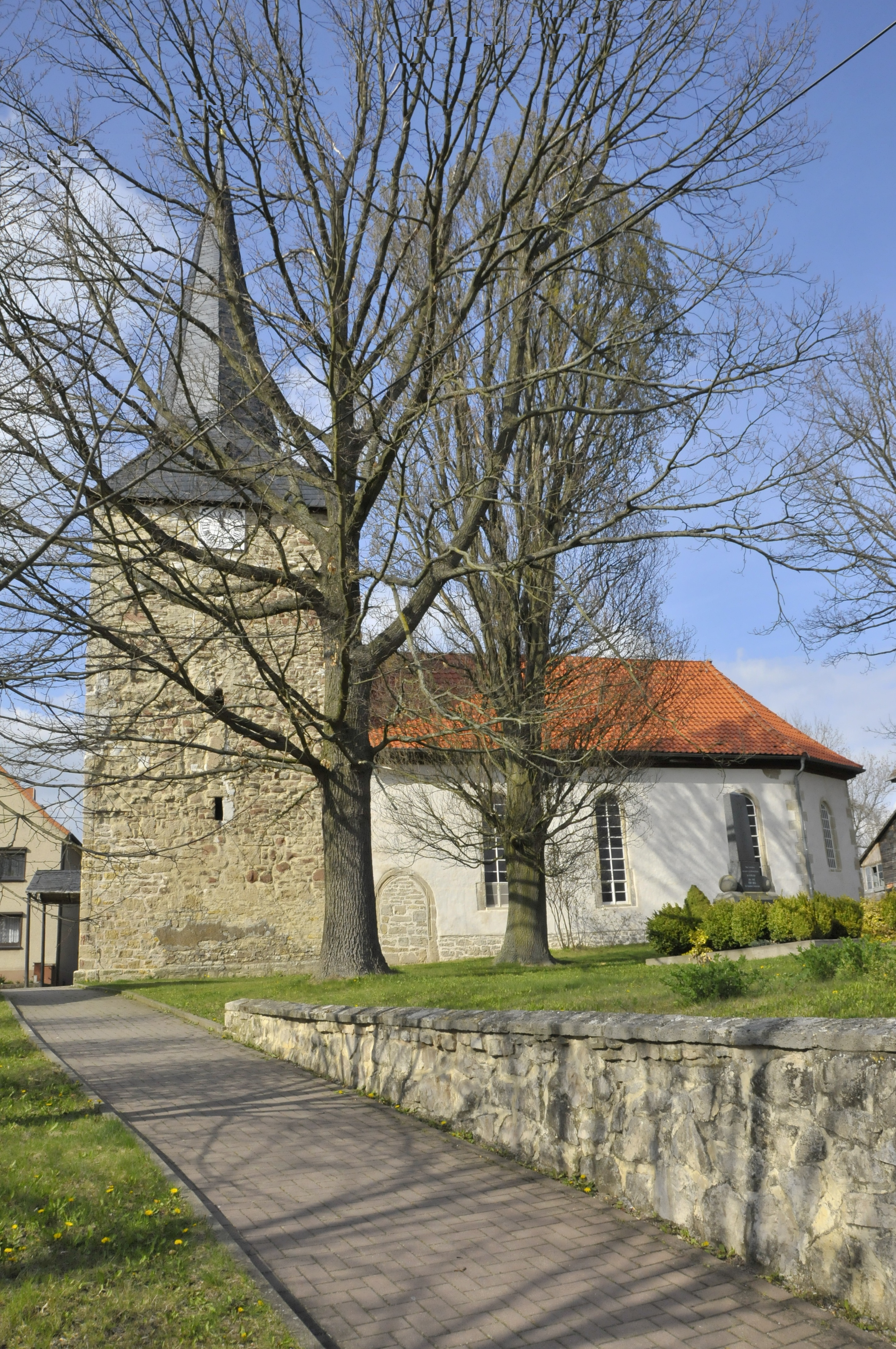
Église de Kehmstedt.